# バルティック・ストーム
『バルティック・ストーム』（原題：BALTIC STORM）は、ドイツ、イギリスの映画作品。この作品は、1994年9月27日にバルト海で沈んだフェリー「エストニア」を題材としている。

## キャスト
※括弧内は日本語吹き替え
- ジュリア - グレタ・スカッキ（弘中くみ子）
- エリック - ユルゲン・プロフノウ（菅生隆之）
- オルドリン - ドナルド・サザーランド（家弓家正）
- ゲーリック - ディーター・ラーザー（有本欽隆）